# Forum voor Maassluis
Forum voor Maassluis (FvM) is een lokale politieke partij in de gemeente Maassluis. De partij behaalde bij de gemeenteraadsverkiezingen van 21 maart 2018 voor het eerst 2 zetels in de gemeenteraad. Bij de gemeenteraadsverkiezingen van 16 maart 2022 zakte de partij terug naar 1 zetel.

## Geschiedenis

### Ontstaan
Forum voor Maassluis werd op 20 december 2017 opgericht door Jan van den Hoek en Loek Molmans. Beiden waren raadslid voor Maassluis Belang, maar verlieten de partij in december 2017 na een conflict tijdens de algemene ledenvergadering waar de kieslijst voor de gemeenteraadsverkiezingen zou worden vastgesteld. Ze vonden Maassluis Belang 'te links' en een 'familiepartij' geworden, vanwege het feit dat de eerste twee kandidaten vader en dochter waren, waarbij de echtgenoot van de dochter tevens bestuurslid was. Kort daarna besloten ze zich af te splitsen en een eigen partij op te richten: Forum voor Maassluis. Van den Hoek werd de lijsttrekker, en bij de gemeenteraadsverkiezingen van 2018 behaalde de nieuwe partij 2 zetels, waarbij hun oude partij, Maassluis Belang, terugviel van 4 naar 2 zetels. De fractie bestond uit de oprichters Jan van den Hoek en Loek Molmans, samen met steunraadsleden Rik de Labije en Gary Bouwer. In juni 2018 volgde Molmans Van den Hoek op als fractievoorzitter. Van den Hoek bleef wel raadslid. In januari 2019 trad Rik de Labije af als steunraadslid en werd vervangen door Aad Rietdijk.
De naam en het oude logo van Forum voor Maassluis wekken de suggestie van een band met het landelijke Forum voor Democratie (FVD), maar de partij heeft tot op de dag van vandaag nooit formele banden gehad met de partij van Thierry Baudet. 

### Onrust vanwege associatie met FVD
In april 2020 raakte FVD in opspraak toen HP/De Tijd naar buiten bracht dat er binnen de JFVD, de jongerenbeweging van FVD, sprake was van rechts-radicaal gedachtegoed en dat extreemrechtse jongeren niet serieus werden aangepakt door het landelijke partijbestuur. Diverse WhatsApp-berichten en documenten waren uitgelekt die dit aantoonden. In de daaropvolgende maanden bleef de situatie binnen FVD onrustig, wat resulteerde in een implosie van de partij en het vertrek van partijprominenten, waaronder Joost Eerdmans en Annabel Nanninga, die later JA21 zouden oprichten.
De onrust binnen FVD veroorzaakte ook spanningen binnen Forum voor Maassluis, met name tussen steunraadsleden Rietdijk en Bouwer. Begin november 2020 maakte Forum voor Maassluis nog bekend dat raadslid en fractievoorzitter Molmans wilde stoppen vanwege zijn hoge leeftijd en dat Rietdijk hem zou opvolgen. In de voorafgaande maanden had Bouwer herhaaldelijk aangedrongen op een wijziging van de partijnaam, vanwege de onrust binnen FVD en het slechte imago dat volgens hem ook onomkeerbaar op Forum voor Maassluis zou afstralen. Rietdijk was fel tegen een naamswijziging, en ook Van den Hoek en Molmans zagen nog geen noodzaak om de partijnaam te veranderen, omdat Forum voor Maassluis geen banden heeft met FVD. 

Bouwer had daarnaast ook persoonlijke kritiek op Rietdijk en zijn mogelijke fractievoorzitterschap, vanwege zijn openlijke en eveneens steeds radicaler wordende uitspraken op sociale media. Rietdijk was niet gediend van de wijze waarop Bouwer zijn kritiek uitte en de relatie tussen beide verslechterde. Van den Hoek en Molmans waren het echter eens met Bouwer en besloten dat Rietdijk weliswaar Molmans zou opvolgen als raadslid, maar niet als fractievoorzitter. De aanhoudende discussies over de partijnaam en het gedrag van Rietdijk, waardoor hij geen fractievoorzitter zou worden, leidden ertoe dat Rietdijk in november 2020 "om moverende redenen opstapte", zonder verdere publieke toelichting. Molmans kon zijn terugtreding uit de gemeenteraad wettelijk gezien niet meer terugdraaien, en de partij moest op zoek naar een nieuw raadslid. Bouwer werd dat niet, nadat ook hij in december 2020 zijn lidmaatschap opzegde en vertrok. Hij wilde niet langer geassocieerd worden met FVD, en Forum voor Maassluis was niet bereid om een naamswijziging door te voeren. In januari 2020 werd Molmans daarom opgevolgd door Leo Ooms. Gary Bouwer richtte later, in oktober 2021, Leefbaar Maessluys op. Hoewel de partijnaam onveranderd bleef, leidde het vertrek van Bouwer wel tot het gebruik van een aangepast logo dat minder associaties met FVD opriep.

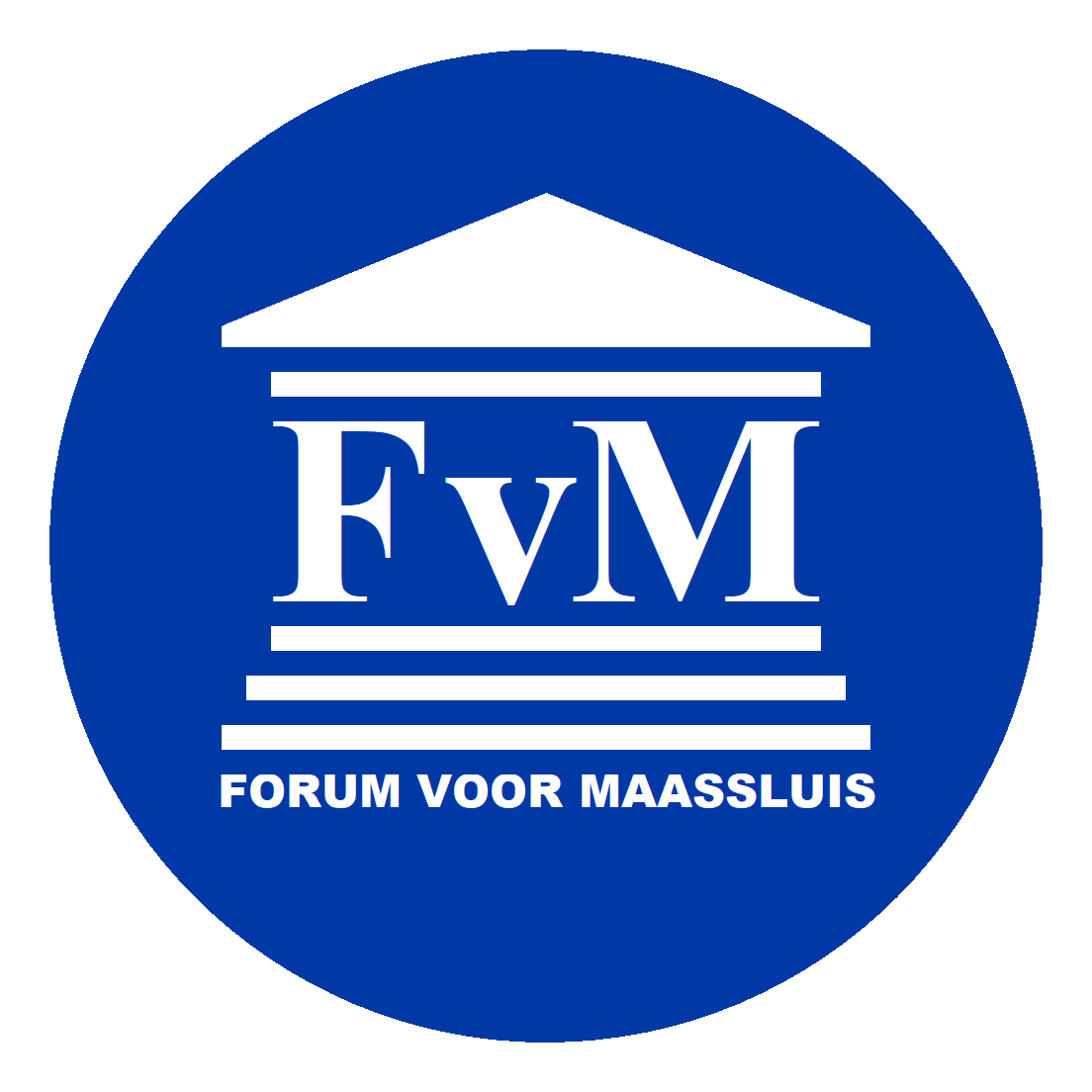
Het oude logo van FVM in gebruik tot december 2021.

### In opspraak
In december 2021 kondigde Rietdijk via een opiniestuk aan dat hij weer op de kieslijst van Forum voor Maassluis zou staan voor de gemeenteraadsverkiezingen van 2022. In hetzelfde stuk gaf Rietdijk een verklaring waarom hij eerder in november 2020 was opgestapt bij de partij, waarbij hij hard uithaalde naar zijn voormalige partijgenoot Bouwer. Rietdijk beschuldigde Bouwer in het (verder niet onderbouwde) opiniestuk enerzijds van rechts-extremisme, maar beweerde tegelijkertijd ook dat Bouwer deel uitmaakte van de groep klokkenluiders tegen rechts-extremisten binnen FVD en dat hij op een vergelijkbare manier kritiek uitte op Rietdijk aan de hand van zijn uitlatingen op Facebook. In het opiniestuk wordt bevestigd dat Rietdijk en Bouwer met elkaar overhoop lagen over de partijnaam.
Het opiniestuk trok de aandacht van journalisten van Maasmedia Groep, die een onderzoek startten naar Forum voor Maassluis en met name naar de beweringen van Rietdijk. Maasmedia ontdekte daarop diverse uitingen van Rietdijk op sociale media. Op LinkedIn noemde hij de VVD nationaalsocialistisch en vergeleek hij politicus Frans Timmermans met de SS. Maasmedia kreeg daarnaast van diverse bronnen appverkeer in handen waaruit bleek dat Rietdijk afbeeldingen doorstuurde waarin moslims werden vergeleken met nazi's en de Europese Unie met nazi-Duitsland werden vergelijken.
Van den Hoek en Molmans waren hier niet van op de hoogte en Rietdijk werd onmiddellijk geroyeerd door het partijbestuur.

## Verkiezingsresultaten
| Verkiezingsjaar | Lijsttrekker     | Stemmen (x) | Stemmen (%) | Zetels | Coalitie/Oppositie |
| --------------- | ---------------- | ----------- | ----------- | ------ | ------------------ |
| 2018            | Jan van den Hoek | 1.190       | 8.70%       | 2      | Oppositie          |
| 2022            | Jan van den Hoek | 600         | 4.60%       | 1      | Oppositie          |